# STOOOP
STOOOP (Simple Tcl Only Object Oriented Programming)- объектно-ориентированное расширение языка TCL. Его название — подчёркивает, что в отличие от Incr Tcl реализовано на самом Tcl, без использования внешних модулей на других языках. В настоящее время включено в стандартную библиотеку Tcl. Легковесная библиотека, поддерживающая одиночное и множественное наследование, динамическое связывание, RTTI.
При реализации использует поддержку иерархии вложенности пространств имён в Tcl. Другая возможность, используемая этой библиотекой — появившиеся в Tcl 8.2 поддержка пустых имён массивов.